# يوتاكا وادا
يوتاكا وادا (باليابانية: 和田豊؛ بالكانا: わだ ゆたか) هو لاعب كرة قاعدة ياباني، ولد في 2 سبتمبر 1962 في ماتسودو في اليابان.

## وصلات خارجية
- يوتاكا وادا على موقع الدوري الياباني لكرة القاعدة (الإنجليزية)
- يوتاكا وادا على موقعبيزبول رفرنس.كوم (الدوري الثانوي) (الإنجليزية)
- يوتاكا وادا على موقع أوليمبيديا (الإنجليزية)